# Racing Club Abidjan
Il Racing Club Abidjan, abbreviato in RC Abidjan, è una società calcistica ivoriana di Abidjan, fondata nel 2006. Milita nella Ligue 1, la massima divisione del campionato ivoriano di calcio.
Ha vinto il campionato ivoriano nel 2019-2020.

## Storia
Il club fu costituito nel 2006 all'Istituto Cissé, fondato dall'ex nazionale ivoriano Souleymane Cissé. Nel 2014 comprò il titolo sportivo dell'FC Kokoumbo, squadra di terza divisione. Nel 2015-2016 il club vinse, con una compagine formata al 90% da giovani del vivaio, il campionato ivoriano di terza serie e nel 2016-2017 si piazzò sesta in seconda serie. Nel 2017 cambiò nome in Racing Club Abidjan. Nel 2017-2018, vincendo il campionato di Ligue 2, approdò in massima serie, la Costa d'Avorio. Nel 2018-2019 si piazzò quarta e nel 2019-2020 vinse per la prima volta il titolo nazionale. Nel 2020-2021 ha esordito in CAF Champions League, uscendo dopo il turno preliminare.

## Palmarès

### Competizioni nazionali
- Campionato ivoriano: 1

2019-2020
- Coppa della Costa d'Avorio: 1

2024
- Campionato ivoriano di seconda divisione: 1

2017-2018
- Campionato ivoriano di terza divisione: 1

2015-2016